# Хиршлейфер, Джек
Джек Хиршлейфер (англ. Jack Hirshleifer; 26 августа 1925 — 26 июля 2005) — американский экономист. Бакалавр (1945) и доктор философии (1950) Гарварда. Преподавал в Чикагском (1955-60) и Калифорнийском (Лос-Анджелес, 1960—2001) университетах. В 2000 году выбран почетным членом Американской экономической ассоциации.

## Биография
Джек Хиршлейфер родился в Бруклине, штат Нью-Йорк, 26 августа 1925 года. Его раннее детство предусматривало еврейское образование. Он единственный в семье, кто учился в колледже. Был в военно-морском резерве США с 1943 по 1945 год. В период с 1955 по 1960 год окончил Высшую школу бизнеса.
Получил степень бакалавра в 1945 году и доктора философии по экономике в 1950 году в Гарвардском университете. Работал экономистом в RAND Corporation с 1949 по 1955 год, преподавал в Высшей школе бизнеса Чикагского университета с 1955 по 1960 год, а затем на экономическом факультете в Калифорнийском университете в Лос-Анджелесе.
Джек Хиршлейфер был членом Американской академии искусств и наук и членом Эконометрического общества. Так же являлся вице-президентом Американской экономической ассоциации и президентом Международная западной экономической ассоциации, а также членом редакционной коллегии American Economic Review, журнала Economic Behavior and Organization и Journal of Bioeconomics. В 2000 году он был избран почётным членом Американской экономической ассоциации.
Умер в Лос-Анджелесе 26 июля 2005 года, его пережила его жена Филлис и двое их сыновей: Джон (род. 1954) и Дэвид (род. 1958), профессор финансов.

## Основные произведения
- «Инвестиции, процент и капитал» (Investment, Interest and Capital, 1970);
- «Спекуляция и равновесие: информация, риск и рынки» (Speculation and Equilibrium: Information, risk and markets, 1975);
- «Экономическая теория с биологической точки зрения» (Economics from a Biological Standpoint, 1977).